# 린겅런
린겅런(중국어 정체자: 林耕仁, 병음: Lín Gēngrén, 한자음: 임경인, 1960년 11월 30일 ~ )은 타이완의 정치인, 제5~10대 신주시의회의원이다. 